# 島村千枝子
島村 千枝子（しまむら ちえこ、旧姓：生越、1912年〈大正元年〉10月7日 - 1976年〈昭和51年〉9月2日）は、日本のピアニスト。
元東京音楽学校教授。元武蔵野音楽大学音楽学部教授。元徳島文理大学音楽学部教授。
東京音楽学校ピアノ科卒業。東京都出身。息子は地震学者の島村英紀。

## 生涯
東京都出身。1937年（昭和12年）に東京音楽学校ピアノ科を卒業した。
1938年（昭和13年）から1947年（昭和22年）まで東京音楽学校で教鞭を執り、その後は武蔵野音楽大学音楽学部や徳島文理大学音楽学部で教授を務めた。
1976年（昭和51年）9月2日、死去。享年63。